# Константин Гайде
Константин Гюнтер Георг Гайде (нім. Konstantin Günter Georg Heide, нар. 27 січня 2006, Кірхгайм-бай-Мюнхен, Німеччина) — німецький футболіст, воротар клубу «Унтергахінг».

## Ігрова кар'єра

### Клубна
У віці трьох років Константин Гайде почав займатися футболом в клубі «Кірхгаймер» зі свого рідного міста Кірхгайм-бай-Мюнхен. У 2016 році воротар приєднався до клубної академії «Унтергахінг». Перед початком сезону 2023/24 Гайде був переведений до першої команди «Унтергахінга» в Третій лізі. 7 жовтня 2023 року у матчі проти «Дуйсбурга» Гайде дебютував на професійному рівні.

### Збірна
У травні 2023 року в складі юнацької збірної Німеччини (U-17) Гайде став переможцем юнацького чемпіонату Європи в Угорщині. Восени того ж року воротар брав участь у переможному юнацькому чемпіонаті світу в Індонезії.
В червні 2025 року Гайде був основним голкіпером юнацької збірної Німеччини (U-19) на юнацькому чемпіонаті Європи, де команда Німеччина дійшла до півфіналу.

## Титули
Німеччина (U-17)
 Чемпіон Європи: 2023
 Чемпіон світу: 2023